# Литературно-мемориальный музей А. Айдамирова
Литературно-мемориальный музей Абузара Айдамирова создан в родном селе писателя Мескеты в 2006 году с целью увековечить память классика чеченской литературы. Музей является филиалом Национального музея Чеченской Республики.

## Открытие

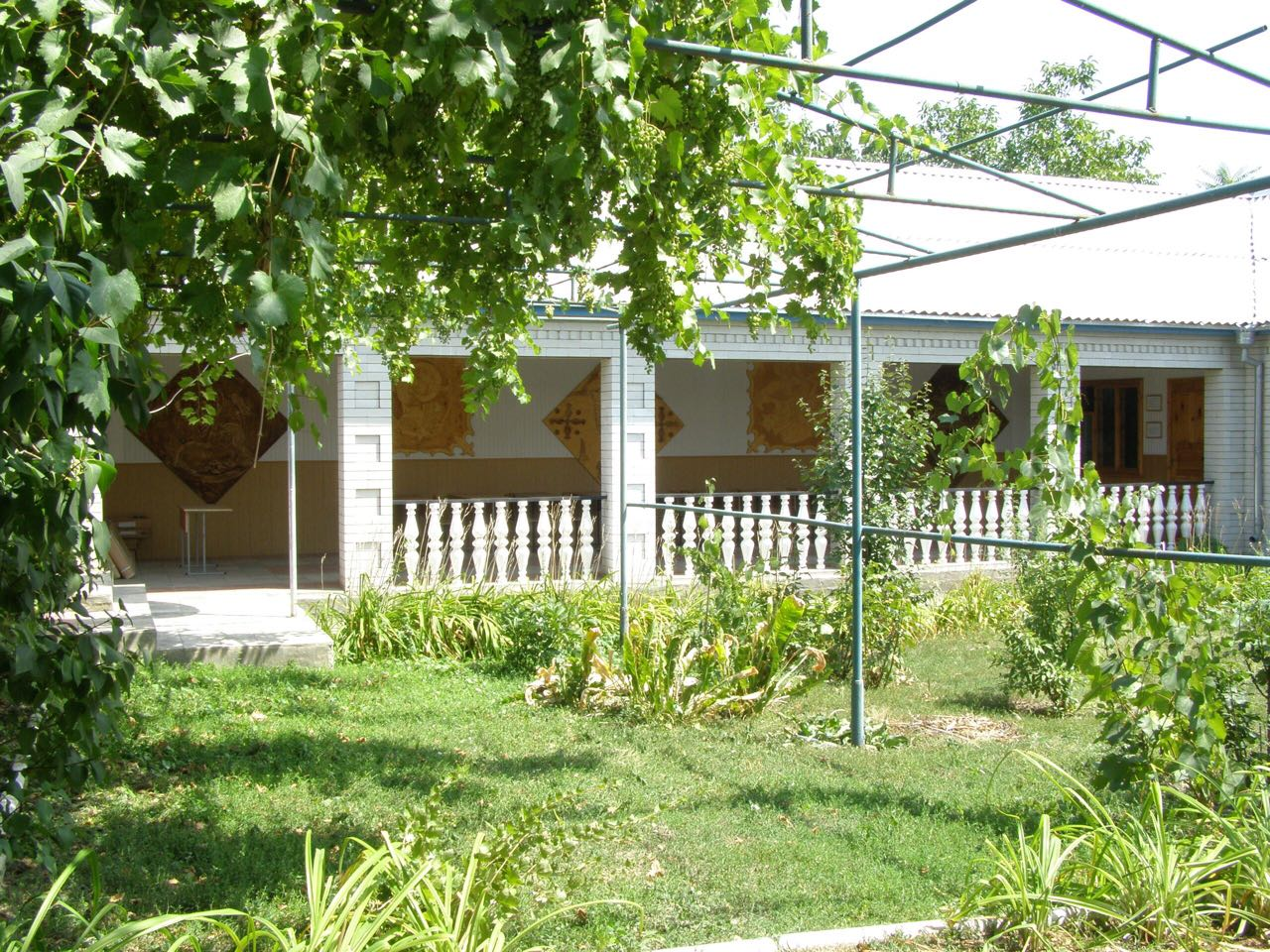
Литературно-мемориальный музей А. Айдамирова

2 ноября 2006 года состоялось торжественное открытие музея А. Айдамирова. На открытие музея прибыли: председатель Парламента Чеченской Республики Дукуваха Абдурахманов, депутаты парламента, работники Министерства культуры Чеченской Республики во главе с министром, Генеральный директор Национального музея Чеченской Республики Ваха Асталов со своими сотрудниками, глава администрации Ножай-Юртовского района А. Хататаев, работники отдела образования района, учителя и учащиеся во главе с заведующим отделом образования Дециевым В. Б., представители духовенства республики, района и с. Мескеты.

## История
При жизни Абузара Айдамирова инициативная группа решила заложить основы будущего литературно-мемориального музея, посвящённое трилогии писателя «Долгие ночи». Но скромный от природы Абузар Айдамиров не разрешил начать работу над созданием музея, сказав, что «при жизни памятники не ставят». В 2005 году в здании администрации г. Гудермес состоялась презентация полного собрания сочинений писателя. Именно здесь снова подняли вопрос о создании музея А. Айдамирова. Официально было объявлено, что будет создан музей писателю у него дома.
27 мая 2005 году великий заступник чеченского народа, титан чеченской литературы ушёл из жизни. По случаю ухода из жизни А. Айдамирова была создана правительственная похоронная комиссия, которая вынесла решение об увековечении памяти выдающегося писателя. В одном из пунктов этого решения значилась необходимость создания музея. Над созданием музея стали работать Айдамирова Машар Абузаровна, Айдамиров Соли Абуевич и Жабраилов Руслан Наипович. Они своими силами начали работу. Подключилось Министерство культуры ЧР и Национальный музей ЧР во главе с генеральным директором В. А. Асталовым.
Конец вооружённых действий наступает при победе одной стороны или при истощении обеих сторон, но конец конфликта в целом наступает с возвращением культуры в разрушенное войной общество. Более того, культура есть одно из средств миротворчества и послевоенной терапии, ибо через мир культуры и через художественные образы человек быстрее излечивается от травм войны и избавляется от образа врага. Открытие литературно-мемориального музея А. Айдамирова действительно стал послевоенной терапией и наглядным фактом, подтверждающим большую роль писателя Абузара Айдамирова в общественно-политической жизни чеченского общества.